# Marc-Antoine Thierry de Ville-d'Avray
Marc-Antoine Thierry, baron de Ville-d'Avray né le 29 décembre 1732 à Versailles, mort le 2 septembre 1792, tué à la prison de l'Abbaye (sur le boulevard Saint-Germain dans le quartier Saint-Germain-des-Prés) à Paris.

## Biographie

### Origine et jeunesse
Marc-Antoine Thierry est issu d'une famille de serviteurs de la royauté depuis quatre générations : 
Son père, François Christophe Thierry (1699-1782), fut huissier ordinaire de la chambre du roi jusqu'en 1767 puis premier valet de chambre du duc de Berry.
Son grand-père, Nicolas François Thierry (1670-1739), était écuyer de la Bouche du roi (service des cuisines), maréchal des logis au régiment des Gardes suisses. 
Son arrière-grand-père François Thierry fut écuyer de la Bouche du roi et contrôleur de la Maison de la duchesse du Maine.
Son quadrisaïeul, François Tierry, né vers 1613, était écuyer ordinaire de la Bouche du roi. 
La famille Thierry est anoblie en 1769. Marc Antoine Thierry est fait baron de Ville d'Avray en 1784, peu après son acquisition de la seigneurie de Ville d'Avray.

Après avoir fait campagne dans les mousquetaires gris, il est capitaine de dragons le 14 octobre 1769 et obtient un brevet de lieutenant-colonel puis de mestre de camp à la suite du régiment Dauphin-Dragons en 1771 et entre dans la charge de premier valet de chambre du duc de Berry. Charge commuée en celle de premier valet de chambre du Roi, quand Louis XVI accède au trône. En 1782 il obtient la surintendance des petits cabinets et est nommé intendant chargé du garde-meubles et des joyaux.

### Marc-Antoine Thierry, baron de Ville-d'Avray

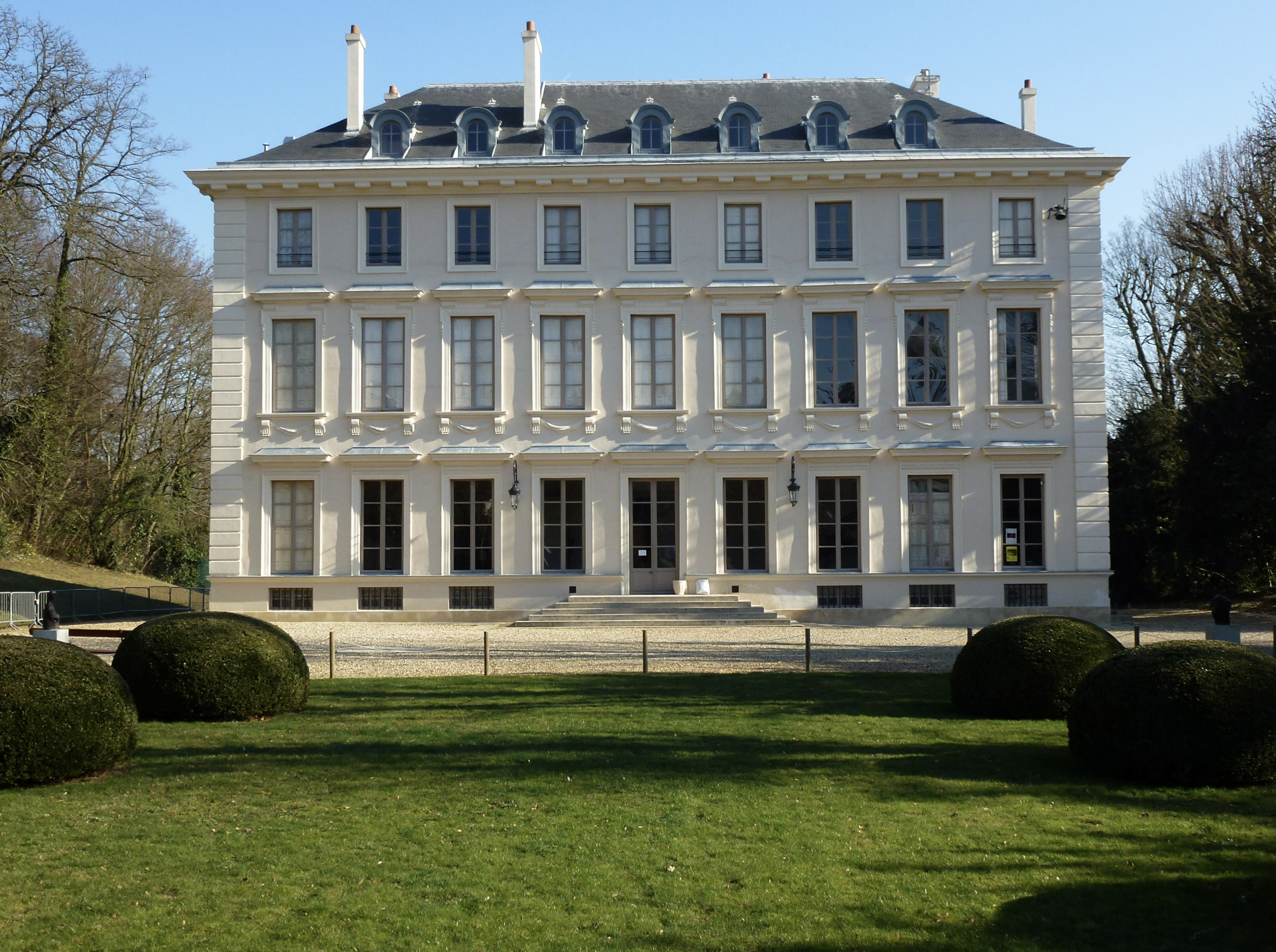
Le château de Thierry qu'il fit construire en 1776 pour en faire sa demeure à Ville-d'Avray.

En 1775, il acheta le manoir de la Brosse à Ville-d'Avray qu'il fit démolir pour édifier le château qu'il entoura d'un vaste parc. Il céda des terres et des bois au Roi en échange de la seigneurie de Ville-d'Avray avec ses droits utiles et honorifiques, la ferme de 68 arpents de terre et 18 arpents de prés, l'ancien parc des Célestins. Cet échange fut enregistré au Parlement en 1783. Il obtient l'érection de son domaine en baronnie en juillet de l'année suivante. Il fit beaucoup pour cette commune, pratiquant le mécénat avec notamment la construction de l'église qui débuta le 11 juillet 1789, soit trois jours avant la prise de la Bastille. Aujourd'hui la commune de Ville-d'Avray a adopté les armoiries de son célèbre mécène.

### Premier valet de chambre du Roi
Au XVIIIe siècle, la charge de premier valet de chambre a peu à voir avec une fonction de domestique. C'est une charge honorifique, qui s'achetait contre de fortes sommes d'argent, et qui pouvait être revendue à un successeur. Les charges de commensaux étaient chargées de l'organisation des services de la maison des princes et permettaient aux familles de leurs titulaires de bénéficier des protections de la famille royale. 
Marc-Antoine Thierry résidait au cœur des petits appartements du Roi, au second étage du corps central, dans un logement donnant sur la cour des cerfs, créé à partir du démembrement du spacieux appartement affecté par Louis XV à la comtesse du Barry. Cette dernière ayant dû quitter le palais versaillais dès le décès de son royal amant. Ses voisins directs étant le mentor de Louis XVI : le comte de Maurepas et le marquis de Villequier, qui obtinrent les autres parties de l'appartement de Madame du Barry. Louis XVI avait ainsi accès à tout moment, et discrètement (grâce au secret des petits cabinets intérieurs), à son plus proche collaborateur et à son ministre principal.

### Premier maire de Versailles
Ce n'est qu'en 1787 que Versailles devint municipalité indépendante du pouvoir royal. En effet, jusqu'en 1787, Versailles était dirigé par des intendants nommés par le Roi. La ville étant divisée en huit quartiers, il doit être désigné un syndic de huit députés par quartier. Marc-Antoine Thierry de Ville d’Avray est l'un de ces syndics, élu en décembre 1787.
Mais ce nouveau « conseil municipal » est fantoche, symbolique, sans budget, sans aucun pouvoir et même sans aucune salle pour se réunir. Le futur maire de Versailles dut prêter deux salles de l’hôtel du Garde-Meuble. Durant près de dix-huit mois, jusqu'en mai 1789, ce « conseil municipal » est divisé et l'un des conflits porte sur la désignation d'un représentant de ce conseil ; ce n'est que le 28 mai 1789 que Marc-Antoine Thierry de Ville d’Avray devint le premier maire de Versailles nommé par ses pairs. Il ne reste que 67 jours dans cette fonction car il démissionne le 3 août 1789. Le « conseil municipal » est dissous en attendant de nouvelles élections le 21 août 1789, mais Versailles restera sans maire jusqu'au 8 septembre 1790, date des premières élections municipales.

#### 3 août 1789 - 8 septembre 1790: six maires éphémères
Durent cette période, il y aura une succession de maires par intérim, ce sont Étienne Ménard, notaire versaillais, Georges-Nicolas Clausse, procureur au bailliage, Jean Loustaunau, chirurgien du Roi, Rivière de Gray, commis de la Marine, Jean-Baptiste Bougleux, marchand drapier puis Étienne-Rémy Guillery, procureur au bailliage, qui deviennent des maires éphémères.

### Intendant du Garde-Meuble

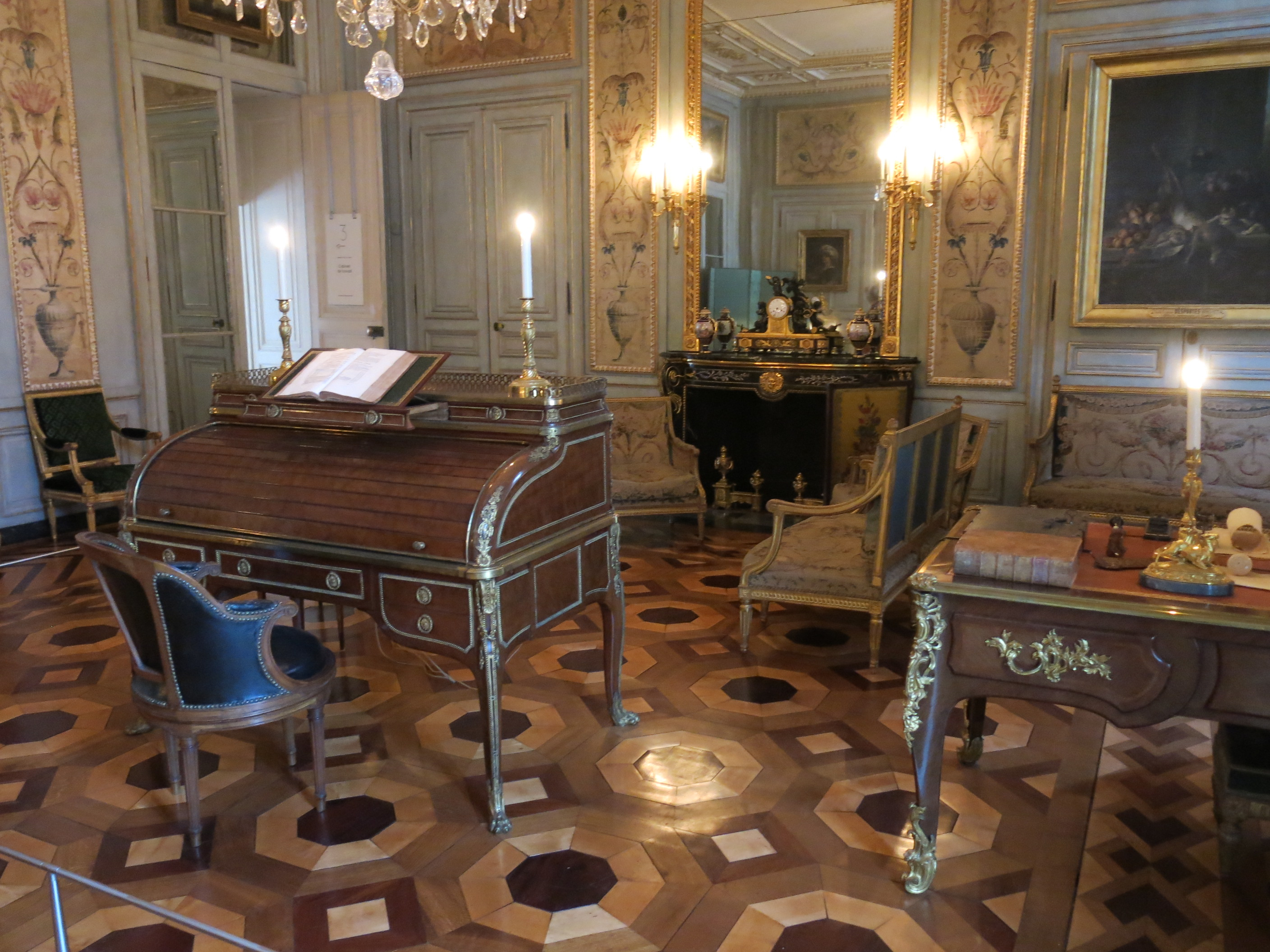
Son cabinet de travail de l'hôtel de la Marine.

Le 16 août 1783, Marc-Antoine Thierry de Ville d'Avray obtient la survivance de la charge de commissaire général de la Maison du Roi au département du Garde-meuble de la Couronne. Le 27 février 1784, il reçoit le brevet nécessaire pour exercer la charge en titre après que l'intendant, Pierre-Elisabeth de Fontanieu, a demandé à se retirer en raison de sa santé déclinante. 
Dès le début de son administration, il rédige un nouveau règlement pour les commandes, les prêts de meubles et la gestion de l'établissement, signé par le Roi le 7 février 1784. Au lieu de commander les meubles à des artisans indépendants, il choisit de s'adresser à une régie placée sous la surveillance du sculpteur Jean Hauré : y œuvraient l'ébéniste Guillaume Benneman, les menuisiers Jean-Claude Sené et Jean-Baptiste Boulard, les sculpteurs Nicolas Vallois et François Chatard, les bronziers Pierre-Philippe Thomire, Etienne-Jean Forestier et André Ravrio, le tapissier Claude-François Capin.
Intendant du Garde-Meuble de la Couronne à l'Hôtel de la Marine de 1784 à 1792, il y loge avec sa famille. Fraîchement anobli ayant fait rapidement fortune, son arrivisme attise la jalousie autour de lui, d'autant plus que sa gestion du Garde-Meuble est remise en question : le 17 juin 1791, l’Assemblée constituante décide de faire procéder à l’inventaire complet du Garde-Meuble. La fuite de la famille royale fait craindre qu'elle n'ait emporté son trésor avec elle ou qu'elle ait missionné des proches pour le récupérer afin de payer les armées contre-révolutionnaires. Le rapport d’inventaire ne révèle aucune disparition des joyaux de la Couronne mais un manque de portions d’or. Le baron Thierry est soupçonné, à raison. Appelé à la barre de l’Assemblée Nationale, il lui est enjoint de se tenir « aux ordres des commissaires ». Désormais surveillé, lors des troubles du printemps 1792, il aménage un meuble dans ses appartements pour cacher neuf coffrets comprenant les trois quarts des joyaux (dans quel but ? Les protéger d'éventuels pillages ? Aider la contre-révolution ? Simple vénalité ?). Après la prise des Tuileries, des scellés sont posés sur les administrations pour éviter les vols. Le baron Thierry est arrêté et emprisonné, son beau-frère Lemoine-Crécy qui a la charge de garde général de la Couronne, remet les coffrets aux autorités de la Commission des Monuments. Le procès-verbal de récolement mentionne qu'ils n'ont pas été ouverts, d'où la rumeur, semble-t-il fondée, qui veut que Thierry ait, sous le prétexte d'opérations de retaille ou de réparation, vendu en secret des diamants à des joailliers hollandais, par l’intermédiaire des banquiers Vandenyver.
Il est assassiné à la prison de l'Abbaye lors des massacres de septembre.

## Distinctions

### Décorations françaises
- Chevalier de l'ordre royal et militaire de Saint-Louis.